# Карло Рубия

Карло Рубия (на италиански: Carlo Rubbia) е италиански физик, носител на Нобелова награда за физика за 1984 г.

## Биография
Роден е на 31 март 1934 г. в Гориция, Фриули-Венеция Джулия, Италия. Завършва Скуола нормале в Пиза, където защитава докторска дисертация върху експерименти с космически лъчи. През 1958 е назначен в Колумбийския университет, където продължава опитите си, като изучава и ускорителите на елементарни частици. През 1960 се връща в Европа и започва да работи в CERN. През 1970 е назначен за редовен професор в Харвард, но продължава да работи и в CERN.
През 1976 г., по негова идея, Супер-протонния синхротрон е преобразуван така, че протони и антипротони да бъдат насочвани едни срещу други в един тунел. Ускорителят, в този си вид, започва да работи през 1981, а през 1983 е обявено, че с тази техника е открит W бозона. Година по-късно, Рубия, заедно със Симон ван дер Меер, е награден с Нобеловата награда за физика.
В Харвард работи до 1989 г., когато приема назначение за генерален директор на CERN, с петгодишен мандат.